# Дорен-Абер, Мари
Мари́ Доре́н-Абе́р (фр. Marie Dorin-Habert; род. 19 июня 1986 года в Лионе, Франция) — бывшая французская биатлонистка, олимпийская чемпионка в смешанной эстафете (2018), бронзовый призёр олимпийских игр 2018 в эстафете, серебряный и бронзовый призёр Олимпийских игр 2010 года в эстафете и спринте, пятикратная чемпионка мира, лидер сборной Франции в 2010-х годах. Вторая в истории (после немки Андреа Хенкель) биатлонистка, выигравшая золотые медали во всех личных гонках на чемпионатах мира и вторая биатлонистка (после норвежки Туры Бергер), завоевавшая медали во всех дисциплинах в рамках одного чемпионата мира. Первая в истории, сумевшая совместить два этих достижения.
9 января 2018 года объявила об окончании карьеры после завершения сезона 2017/2018, в 31 год.

## Спортивная карьера
Мари стала заниматься биатлоном в 2000 году. После нескольких лет участия в национальных соревнованиях, в сезоне 2003/2004 она дебютирует на юниорском кубке Европы, где в первой же гонке финиширует 12-й. Следующие три сезона тренерский штаб даёт молодой спортсменке набраться опыта гонок на подобном уровне параллельно регулярно отправляя её на чемпионаты мира, где она становится двукратной чемпионкой мира в эстафетных гонках, а также завоёвывает одну личную медаль.
Накануне сезона 2007/2008 тренерский штаб команды решает попробовать Мари на этапах взрослого Кубка мира. Первые опыты оказываются не очень удачными — француженка получает множество возможностей проявить себя, но ни разу не финиширует выше 35-й позиции. В конце сезона её отправляют на европейские соревнования, где опыт неудач начала сезона оказывается полезным — на завершающем сезон этапе на олимпийской трассе в Чезана-Сан-Сикарио Дорен впервые зарабатывает подиумный финиш на подобного рода соревнованиях.
В межсезонье Мари дают ещё один шанс. Поначалу результаты выглядят не лучше, чем год назад, но постепенно француженка улучшает результаты, начинает регулярно попадать в очковую зону на финише и заканчивает сезон в Toп-30 общего зачёта кубка мира. В конце сезона Дорен ударно проводит российский этап кубка, зарабатывая свой первый подиум на подобном уровне.
В следующие несколько лет Мари постепенно улучшает свои беговые возможности, становясь не только одной из основных участниц французской эстафетной команды, но и одной из сильнейших участниц кубка мира. На Чемпионате мира 2009 года Мари завоёвывает свою первую медаль подобных соревнований в составе женской эстафетной команды Франции, через год с этим же эстафетным составом Мари становится вице-чемпионкой Олимпийских игр и бронзовым призёром в спринте.
В сезоне 2010/2011 на счету Мари два личных подиума, лучший личный результат в карьере и две командные медали чемпионата мира.
С чемпионата мира в Рупольдинге увезла очередное серебро в составе женской эстафеты и остановилась в шаге от медали в индивидуальной гонке.
Многочисленные финиши в Toп-10 позволяют ей закончить сезоны 2010/2011 и 2011/2012 в числе десяти сильнейших биатлонисток мира (седьмое и девятое места соответственно).
Сезон 2012/2013 стал лучшим в карьере биатлонистки, она завоевала три личных подиума (0-2-1), в третий раз за карьеру стала вице-чемпионкой мира в составе смешанной эстафеты. В итоге Мари завершила сезон на четвёртом месте в общем зачёте Кубка Мира, уступив в борьбе за третью позицию всего 13 очков.

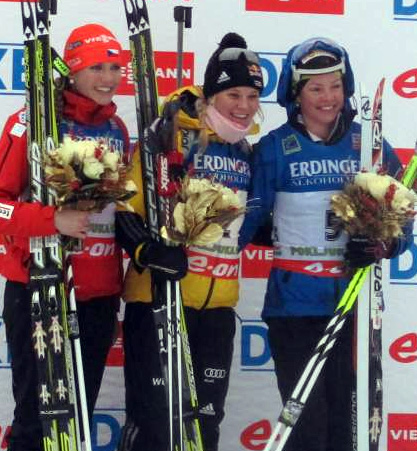
Габриэла Соукалова, Мириам Гёсснер и Мари Дорен-Абер лучшие в гонке преследования на этапе Кубка мира в Поклюке в сезоне 2012/2013

Эстафетная команда с участием Мари крайне редко финиширует вне тройки сильнейших, а на итальянском этапе кубка мира 2011/2012 впервые побеждает. Однако в 2013 году на чемпионате мира в чешском Нове-Место двукратные вице-чемпионки мира последних двух лет в эстафетных гонках Анаис Бескон, Софи Буалле, Мари-Лор Брюне и Мари Дорен-Абер остались лишь шестыми, впервые вне подиума главных соревнований за последние 8 лет.
Вторую победу в женской эстафете Дорен-Абер вместе с подругами по команде Жюстин Бреза, Анаис Бескон и Анаис Шевалье одержали спустя ровно три года (24.01.2016), также на этапе в Антерсельве.
Большие надежды возлагались на сезон 2013/2014, однако она вынуждена была пропустить его большую часть из-за разрыва связок, полученного в Эстерсунде. Но на Олимпийских играх она всё же выступила. Единственный подиум в том сезоне она завоевала в последней гонке сезона, финишировав третьей.
Пропустила начало сезона 2014/2015 по причине рождения ребёнка, однако вернулась уже в начале января. На Чемпионате мира в Контиолахти в спринтерской гонке она впервые в своей карьере одержала личную победу, а в гонке преследования оформила победный дубль, став двукратной чемпионкой мира. Индивидуальную гонку Мари пропустила, но привела подруг по сборной (Анаис Бескон, Энору Латюльер и Жюстин Бреза) к серебряной медали чемпионата мира в женской эстафетной гонке, уходя на свой этап четвёртой, имея 20 и 50 секунд отставания от третьей и второй позиций соответственно.
1 апреля 2018 года Мари выиграла бронзовую медаль в эстафете на чемпионате Франции.

## Награды
- Офицер ордена «За заслуги» (14 июля 2010 года)[11].
- Медаль Хольменколлена[норв.] (18 марта 2017 года)[12].

## Сводная статистика в биатлоне

### Подиумы
На счету Мари 28 призовых мест на этапах Кубка мира и Олимпийских игр:
| # | Дата            | Место          | Сезон     | Тип                  |
| - | --------------- | -------------- | --------- | -------------------- |
| 1 | 7 марта 2015    | Контиолахти2   | 2014/2015 | Спринт               |
| 2 | 8 марта 2015    | Контиолахти2   | 2014/2015 | Гонка преследования  |
| 3 | 18 декабря 2015 | Поклюка        | 2015/2016 | Спринт               |
| 4 | 9 марта 2016    | Хольменколлен3 | 2015/2016 | Индивидуальная гонка |
| 5 | 13 марта 2016   | Хольменколлен3 | 2015/2016 | Масс-старт           |
| 6 | 3 декабря 2016  | Эстерсунд      | 2016/2017 | Спринт               |
| 7 | 7 января 2017   | Оберхоф        | 2016/2017 | Гонка преследования  |

| #  | Дата            | Место          | Сезон     | Тип                  |
| -- | --------------- | -------------- | --------- | -------------------- |
| 1  | 6 февраля 2011  | Преск-Айл      | 2010/2011 | Гонка преследования  |
| 2  | 2 февраля 2013  | Хольменколлен  | 2012/2013 | Гонка преследования  |
| 3  | 17 марта 2013   | Ханты-Мансийск | 2012/2013 | Масс-старт           |
| 4  | 3 декабря 2015  | Эстерсунд      | 2015/2016 | Индивидуальная гонка |
| 5  | 19 декабря 2015 | Поклюка        | 2015/2016 | Гонка преследования  |
| 6  | 10 января 2016  | Рупольдинг     | 2015/2016 | Масс-старт           |
| 7  | 6 февраля 2016  | Кэнмор         | 2015/2016 | Масс-старт           |
| 8  | 5 марта 2016    | Хольменколлен3 | 2015/2016 | Спринт               |
| 9  | 19 марта 2016   | Ханты-Мансийск | 2015/2016 | Гонка преследования  |
| 10 | 11 марта 2017   | Контиолахти    | 2016/2017 | Гонка преследования  |

| #  | Дата            | Место          | Сезон     | Тип                 |
| -- | --------------- | -------------- | --------- | ------------------- |
| 1  | 28 марта 2009   | Ханты-Мансийск | 2008/2009 | Гонка преследования |
| 2  | 13 февраля 2010 | Ванкувер1      | 2009/2010 | Спринт              |
| 3  | 12 февраля 2011 | Форт-Кент      | 2010/2011 | Гонка преследования |
| 4  | 15 декабря 2012 | Поклюка        | 2012/2013 | Гонка преследования |
| 5  | 23 марта 2014   | Хольменколлен  | 2013/2014 | Масс-старт          |
| 6  | 14 февраля 2015 | Хольменколлен  | 2014/2015 | Спринт              |
| 7  | 22 марта 2015   | Ханты-Мансийск | 2014/2015 | Масс-старт          |
| 8  | 12 февраля 2016 | Преск-Айл      | 2015/2016 | Гонка преследования |
| 9  | 6 марта 2016    | Хольменколлен3 | 2015/2016 | Гонка преследования |
| 10 | 6 января 2017   | Оберхоф        | 2016/2017 | Спринт              |
| 11 | 15 января 2017  | Рупольдинг     | 2016/2017 | Гонка преследования |

### Результаты Кубка мира
| Год       | Общий зачёт | Спринт | Гонка преследования | Индивидуальная гонка | Масс-старт |
| 2008/2009 | 28          | 31     | 17                  | 53                   | 30         |
| 2009/2010 | 16          | 14     | 16                  | 35                   | 18         |
| 2010/2011 | 7           | 9      | 7                   | 11                   | 7          |
| 2011/2012 | 9           | 13     | 9                   | 7                    | 9          |
| 2012/2013 | 4           | 4      | 3                   | 11                   | 4          |
| 2013/2014 | 35          | 44     | 32                  | —                    | 24         |
| 2014/2015 | 14          | 11     | 13                  | 38                   | 15         |
| 2015/2016 | 2           | 2      | 3                   | 2                    | 2          |
| 2016/2017 | 4           | 4      | 4                   | 13                   | 6          |
| 2017/2018 | 26          | 19     | 15                  | —                    | 30         |

### Участие в Олимпийских играх
| Год  | Место проведения | Индивидуальная гонка | Спринт | Гонка преследования | Масс-старт | Смешанная эстафета | Эстафета |
| ---- | ---------------- | -------------------- | ------ | ------------------- | ---------- | ------------------ | -------- |
| 2010 | Ванкувер         | 50                   | 3      | 16                  | 15         | —                  | 2        |
| 2014 | Сочи             | 39                   | 20     | 14                  | —          | 6                  | DNF      |
| 2018 | Пхёнчхан         | —                    | 4      | 27                  | 9          | 1                  | 3        |

### Участие в Чемпионатах мира
| Год  | Место проведения  | Инд | Спр | Пр | МС | Эст | См |
| 2009 | ЧМ Пхёнчхан       | 33  | 42  | 18 | —  | 3   | —  |
| 2011 | ЧМ Ханты-Мансийск | 6   | 8   | 15 | 7  | 2   | 3  |
| 2012 | ЧМ Рупольдинг     | 4   | 9   | 9  | 6  | 2   | 11 |
| 2013 | ЧМ Нове-Место     | 9   | 18  | 16 | 9  | 6   | 2  |
| 2015 | ЧМ Контиолахти    | —   | 1   | 1  | 8  | 2   | 2  |
| 2016 | ЧМ Хольменколлен  | 1   | 2   | 3  | 1  | 2   | 1  |
| 2017 | ЧМ Хохфильцен     | 40  | 7   | 6  | 7  | 3   | 2  |

## Эстафетные гонки за сборную
| Сезон     | Соревнование     | Дисциплина                  | Место проведения | Этап    | Стрельба | Результат |
| --------- | ---------------- | --------------------------- | ---------------- | ------- | -------- | --------- |
| 2007/2008 | Кубок мира       | Эстафета                    | Рупольдинг       | 3-й     | 1+0      | 4-я       |
| 2008/2009 | Кубок мира       | Эстафета                    | Оберхоф          | 4-й     | 0+0      | 3-я       |
| 2008/2009 | Чемпионат мира   | Эстафета                    | Пхёнчхан         | 3-й     | 3+0      | 3-я       |
| 2009/2010 | Кубок мира       | Эстафета                    | Эстерсунд        | 3-й     | 1+0      | 3-я       |
| 2009/2010 | Кубок мира       | Эстафета                    | Хохфильцен       | 3-й     | 1+0      | 2-я       |
| 2009/2010 | Кубок мира       | Эстафета                    | Оберхоф          | 3-й     | 1+0      | 3-я       |
| 2009/2010 | Олимпийские игры | Эстафета                    | Ванкувер         | 3-й     | 4+2      | 2-я       |
| 2010/2011 | Кубок мира       | Эстафета                    | Хохфильцен       | 2-й     | 2+0      | 5-я       |
| 2010/2011 | Кубок мира       | Смешанная эстафета          | Поклюка          | 2-й     | 1+0      | 3-я       |
| 2010/2011 | Кубок мира       | Эстафета                    | Оберхоф          | 2-й     | 0+0      | 2-я       |
| 2010/2011 | Кубок мира       | Эстафета                    | Антерсельва      | 1-й     | 1+0      | 12-я      |
| 2010/2011 | Чемпионат мира   | Эстафета                    | Ханты-Мансийск   | 4-й     | 1+0      | 2-я       |
| 2010/2011 | Чемпионат мира   | Смешанная эстафета          | Ханты-Мансийск   | 2-й     | 3+0      | 3-я       |
| 2011/2012 | Кубок мира       | Эстафета                    | Хохфильцен       | 4-й     | 0+0      | 2-я       |
| 2011/2012 | Кубок мира       | Смешанная эстафета          | Хохфильцен       | 1-й     | 2+0      | 3-я       |
| 2011/2012 | Кубок мира       | Эстафета                    | Оберхоф          | 1-й     | 1+0      | 3-я       |
| 2011/2012 | Кубок мира       | Эстафета                    | Антерсельва      | 4-й     | 0+0      | 1-я       |
| 2011/2012 | Чемпионат мира   | Эстафета                    | Рупольдинг       | 4-й     | 2+0      | 2-я       |
| 2011/2012 | Чемпионат мира   | Эстафета                    | Рупольдинг       | 2-й     | 0+0      | 11-я      |
| 2012/2013 | Кубок мира       | Смешанная эстафета          | Эстерсунд        | 2-й     | 3+0      | 5-я       |
| 2012/2013 | Чемпионат мира   | Смешанная эстафета          | Нове-Место       | 2-й     | 3+0      | 2-я       |
| 2012/2013 | Чемпионат мира   | Эстафета                    | Нове-Место       | 4-й     | 3+0      | 6-я       |
| 2012/2013 | Кубок мира       | Эстафета                    | Хохфильцен       | 4-й     | 3+0      | 5-я       |
| 2012/2013 | Кубок мира       | Эстафета                    | Оберхоф          | 4-й     | 0+0      | 2-я       |
| 2012/2013 | Кубок мира       | Эстафета                    | Антерсельва      | 4-й     | 2+0      | 3-я       |
| 2012/2013 | Кубок мира       | Эстафета                    | Сочи             | 4-й     | 0+0      | 5-я       |
| 2013/2014 | Кубок мира       | Смешанная эстафета          | Эстерсунд        | 2-й     | 1+0      | 5-я       |
| 2013/2014 | Кубок мира       | Эстафета                    | Антерсельва      | 4-й     | —        | —         |
| 2013/2014 | Олимпийские игры | Смешанная эстафета          | Сочи             | 1-й     | 2+0      | 6-я       |
| 2013/2014 | Олимпийские игры | Эстафета                    | Сочи             | 2-й     | —        | DNF       |
| 2014/2015 | Кубок мира       | Эстафета                    | Оберхоф          | 2-й     | 1+0      | 2-я       |
| 2014/2015 | Кубок мира       | Эстафета                    | Рупольдинг       | 4-й     | 4+0      | 6-я       |
| 2014/2015 | Кубок мира       | Смешанная эстафета          | Нове-Место       | 2-й     | 0+0      | 5-я       |
| 2014/2015 | Кубок мира       | Эстафета                    | Хольменколлен    | 4-й     | 0+0      | 3-я       |
| 2014/2015 | Чемпионат мира   | Смешанная эстафета          | Контолахти       | 2-й     | 1+0      | 2-я       |
| 2014/2015 | Чемпионат мира   | Эстафета                    | Контолахти       | 4-й     | 2+0      | 2-я       |
| 2015/2016 | Кубок мира       | Одиночн. смешанная эстафета | Эстерсунд        | 1-й/3-й | 0+0/0+0  | 21-я      |
| 2015/2016 | Кубок мира       | Эстафета                    | Антерсельва      | 4-й     | 0+0      | 1-я       |
| 2015/2016 | Кубок мира       | Одиночн. смешанная эстафета | Кэнмор           | 1-й/3-й | 2+0/0+0  | 1-я       |
| 2015/2016 | Чемпионат мира   | Смешанная эстафета          | Хольменколлен    | 2-й     | 1+0      | 1-я       |
| 2015/2016 | Чемпионат мира   | Эстафета                    | Хольменколлен    | 4-й     | 2+0      | 2-я       |
| 2016/2017 | Кубок мира       | Одиночн. смешанная эстафета | Эстерсунд        | 1-й/3-й | 2+0/1+0  | 1-я       |
| 2016/2017 | Кубок мира       | Эстафета                    | Поклюка          | 4-й     | 0+0      | 2-я       |
| 2016/2017 | Кубок мира       | Эстафета                    | Антерсельва      | 4-й     | 0+2      | 2-я       |
| 2016/2017 | Кубок мира       | Смешанная эстафета          | Контиолахти      | 1-й     | 0+1      | 1-я       |
| 2016/2017 | Чемпионат мира   | Смешанная эстафета          | Хохфильцен       | 2-й     | 0+2      | 2-я       |
| 2016/2017 | Чемпионат мира   | Эстафета                    | Хохфильцен       | 4-й     | 0+0      | 3-я       |

### Кубок мира
| Сезон     | Место | Количество набранных очков | Победитель         |
| --------- | ----- | -------------------------- | ------------------ |
| 2008/2009 | 28    | 314                        | Хелена Экхольм     |
| 2009/2010 | 16    | 496                        | Магдалена Нойнер   |
| 2010/2011 | 7     | 740                        | Кайса Мякяряйнен   |
| 2011/2012 | 9     | 753                        | Магдалена Нойнер   |
| 2012/2013 | 4     | 843                        | Тура Бергер        |
| 2013/2014 | 35    | 216                        | Кайса Мякяряйнен   |
| 2014/2015 | 14    | 529                        | Дарья Домрачева    |
| 2015/2016 | 2     | 1028                       | Габриэла Коукалова |
| 2016/2017 | 4     | 857                        | Лаура Дальмайер    |
| 2017/2018 | 26    | 288                        | Кайса Мякяряйнен   |

## Личная жизнь
25 июня 2011 года Мари Дорен вышла замуж за биатлониста сборной Франции Луи Абера.
19 сентября 2014 года у неё родилась дочь, которую назвали Адель.
В ночь с 14 на 15 января 2019 года у пары появилась на свет вторая дочь, которую назвали Эви.

## Интересные факты
- Мари — трёхкратный победитель Гонки Чемпионов, коммерческого мероприятия, проходящего в Москве ежегодно, начиная с 2011 года. В 2011 году в паре с Мартеном Фуркадом, они выиграли смешанную эстафету, а в 2012 году Мари стала чемпионкой в масс-старте. Также она стала бронзовым призёром в смешанной эстафете вновь в паре с Мартеном Фуркадом. В 2013 году постоянные участники Гонки чемпионов Мари Дорен-Абер и Мартен Фуркад вновь стали победителями. А в 2014 году тем же составом они стали вторыми.
- В 2012 году на чемпионате мира в Рупольдинге Мари со своей подругой по команде Мари-Лор Брюне поспорили с утра перед индивидуальной гонкой, что обе попадут на подиум. В итоге, Мари-Лор, допустив на последнем огневом рубеже последним выстрелом промах, заняла второе место, уступив титул чемпионки мира норвежской спортсменке Туре Бергер. А Мари, также допустив всего один промах за гонку, осталась четвёртой, уступив в борьбе за бронзовую медаль шведской спортсменке Хелене Экхольм 3,6 секунды.
- Дорен-Абер — единственная биатлонистка (женщина) за всю историю своей страны — пятикратная чемпионка мира. Предыдущий рекорд принадлежал Коринн Ниогре (3 золота). Также Мари в истории Франции — третья по количеству золотых медалей. Больше золотых наград с чемпионатов мира только у Рафаэля Пуаре (8) и у Мартена Фуркада (11).
- Вторая биатлонистка в истории (после немки Андреа Хенкель), победившая во всех личных гонках на чемпионатах мира.
- Вторая биатлонистка в истории (после норвежки Туры Бергер), завоевавшая медали во всех дисциплинах в рамках одного чемпионата мира.